# Nogaro
Pour les articles homonymes, voir Nogaro (homonymie).
Nogaro (Nogaròu en gascon) est une commune française située dans l'ouest du département du Gers, en région Occitanie. Sur le plan historique et culturel, la commune est dans le Bas-Armagnac, ou Armagnac noir, un pays s'inscrivant entre les vallées de l'Auzoue, la Gélise, la Douze et du Midou.
Exposée à un climat océanique altéré, elle est drainée par la Midouze, le ruisseau de Saint-Aubin et par divers autres petits cours d'eau. La commune possède un patrimoine naturel remarquable : un site Natura 2000 (le « réseau hydrographique du Midou et du Ludon ») et une zone naturelle d'intérêt écologique, faunistique et floristique.
Nogaro est une commune rurale qui compte 2 226 habitants en 2022. Elle fait partie de l'aire d'attraction de Nogaro. Ses habitants sont appelés les Nogaroliens ou  Nogaroliennes.
Le patrimoine architectural de la commune comprend deux  immeubles protégés au titre des monuments historiques : le château, inscrit en 1927, et l'église Saint-Nicolas, classée en 1998.

## Géographie

### Localisation
Nogaro est une commune située sur le Midour, l'Izaute, le Midouzon et sur la D 931 (autrefois route nationale 124 : la mise en place de l'itinéraire grand gabarit pour l'Airbus A380 a conduit à la modification de certaines routes), à 45 km au sud-ouest de Condom.

### Communes limitrophes
Les communes limitrophes sont Arblade-le-Haut, Caupenne-d'Armagnac, Loubédat, Sainte-Christie-d'Armagnac, Sion et Urgosse.
| Caupenne-d'Armagnac |         | Sainte-Christie-d'Armagnac |
| Arblade-le-Haut     | Nogaro  | Loubédat                   |
|                     | Urgosse | Sion                       |

### Géologie et relief
L'altitude de la commune varie entre 89 et 148 mètres.
Nogaro fait partie du Bas-Armagnac. Cette région est caractérisée par un sol en boulbène sur un sous-sol de sable blond et d'argile, dépôts laissés par la mer dans les premiers âges de la Terre.
Nogaro se situe en zone de sismicité 2 (sismicité faible).

### Hydrographie

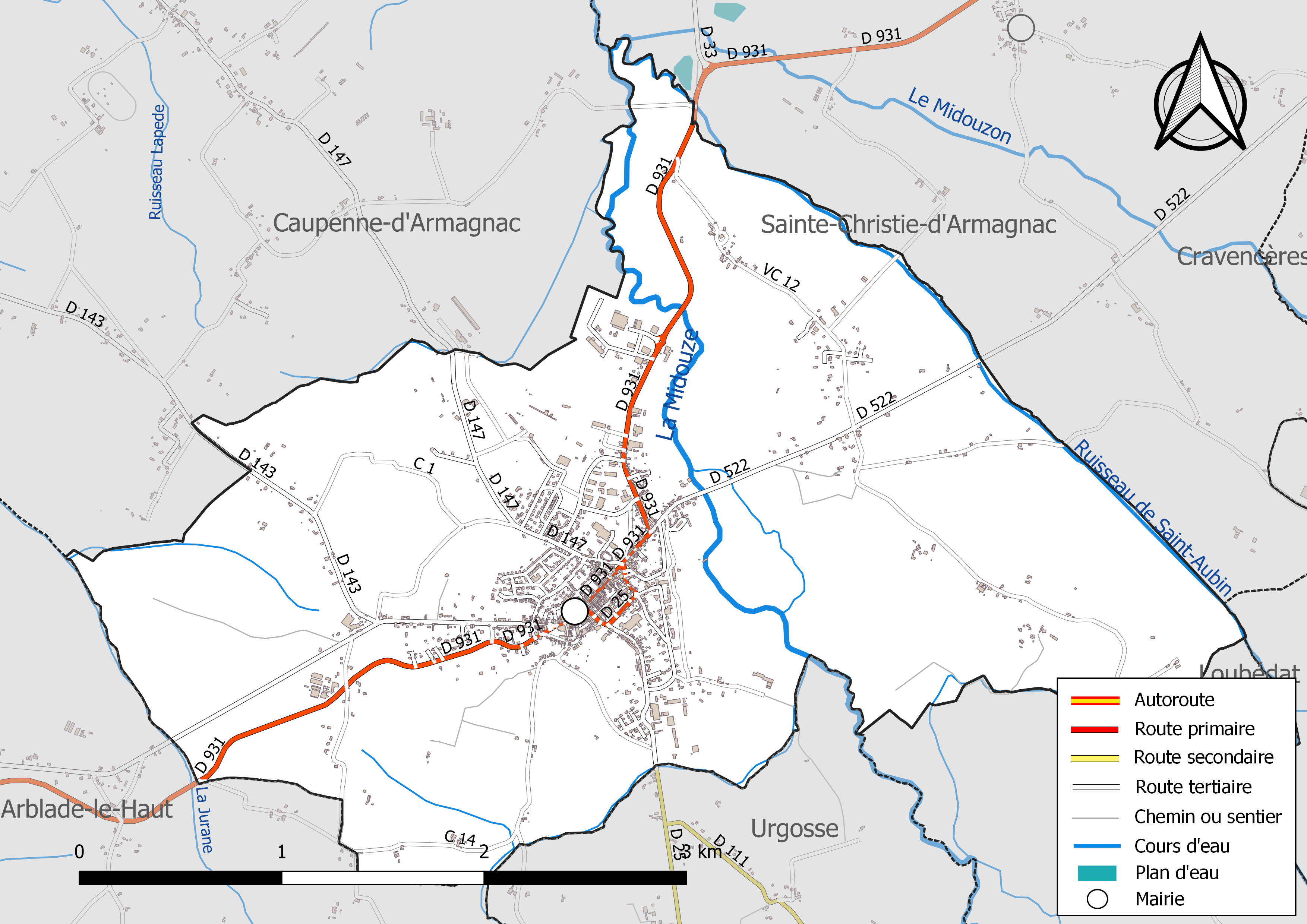
Réseaux hydrographique et routier de Nogaro.

La commune est dans le bassin de l'Adour, au sein du bassin hydrographique Adour-Garonne. Elle est drainée par la Midouze, le ruisseau de Saint-Aubin, la Jurane et par divers petits cours d'eau, qui constituent un réseau hydrographique de 13 km de longueur totale,.
La Midouze, d'une longueur totale de 151,5 km, prend sa source dans la commune d'Armous-et-Cau et s'écoule du sud-est vers le nord-ouest puis vers l'ouest. Elle traverse la commune et se jette dans l'Adour à Vicq-d'Auribat, après avoir traversé 46 communes.
Le ruisseau de Saint-Aubin, d'une longueur totale de 11,8 km, prend sa source dans la commune de Sabazan et s'écoule du sud-est vers le nord-ouest. Il traverse la commune et se jette dans la Midouze à Caupenne-d'Armagnac, après avoir traversé 7 communes.

### Climat
Pour des articles plus généraux, voir Climat de l'Occitanie et Climat du Gers.
En 2010, le climat de la commune est de type climat océanique altéré, selon une étude s'appuyant sur une série de données couvrant la période 1971-2000. En 2020, Météo-France publie une typologie des climats de la France métropolitaine dans laquelle la commune est toujours exposée à un climat océanique altéré et est dans la région climatique Aquitaine, Gascogne, caractérisée par une pluviométrie abondante au printemps, modérée en automne, un faible ensoleillement au printemps, un été chaud (19,5 °C), des vents faibles, des brouillards fréquents en automne et en hiver et des orages fréquents en été (15 à 20 jours).
Pour la période 1971-2000, la température annuelle moyenne est de 12,6 °C, avec une amplitude thermique annuelle de 14,6 °C. Le cumul annuel moyen de précipitations est de 933 mm, avec 11 jours de précipitations en janvier et 7 jours en juillet. Pour la période 1991-2020, la température moyenne annuelle observée sur la station météorologique la plus proche, située sur la commune du Houga à 12 km à vol d'oiseau, est de 13,8 °C et le cumul annuel moyen de précipitations est de 875,9 mm,. Pour l'avenir, les paramètres climatiques de la commune estimés pour 2050 selon différents scénarios d'émission de gaz à effet de serre sont consultables sur un site dédié publié par Météo-France en novembre 2022.

### Milieux naturels et biodiversité

#### Réseau Natura 2000

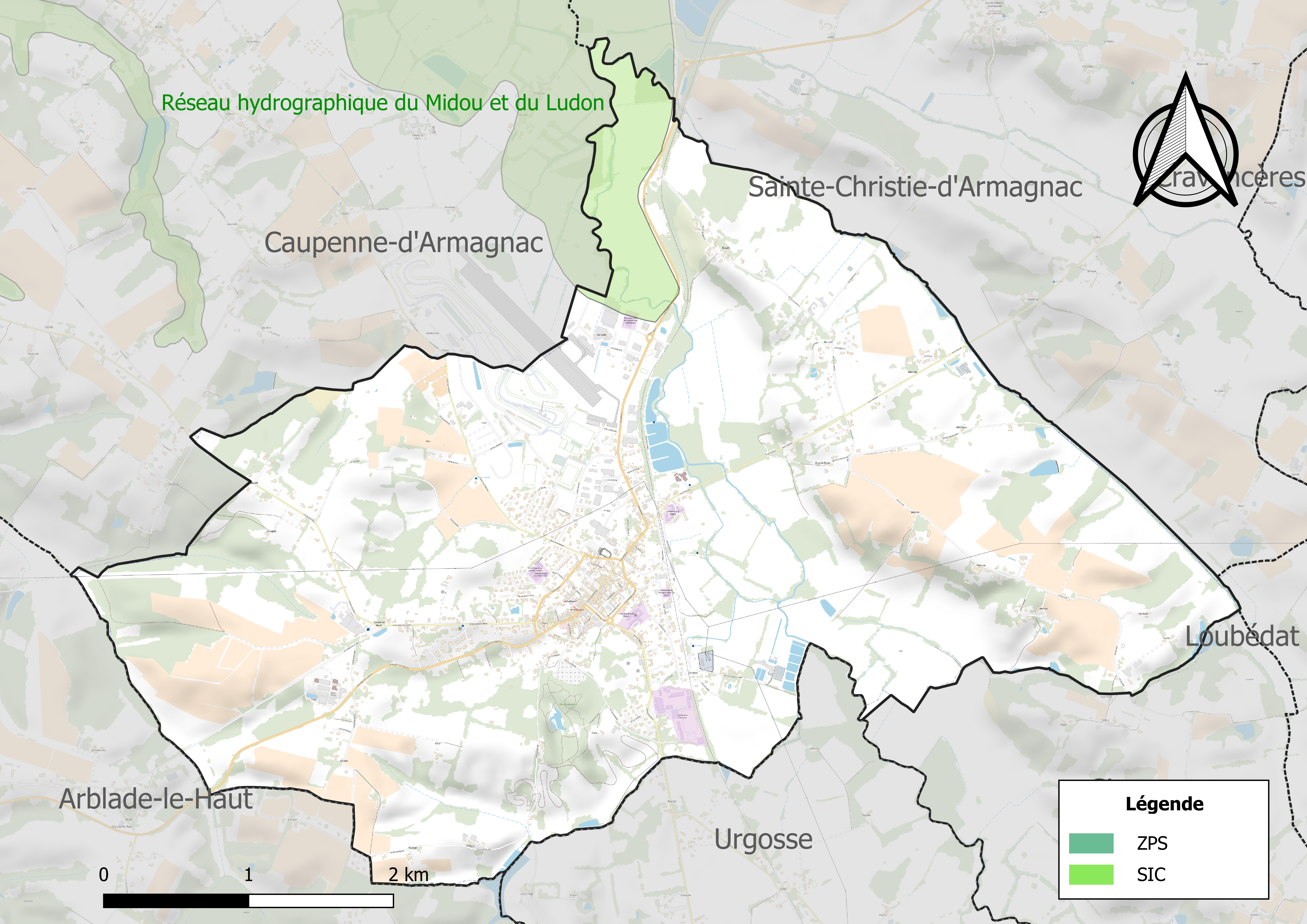
Site Natura 2000 sur le territoire communal.

Le réseau Natura 2000 est un réseau écologique européen de sites naturels d'intérêt écologique élaboré à partir des directives habitats et oiseaux, constitué de zones spéciales de conservation (ZSC) et de zones de protection spéciale (ZPS).
Un site Natura 2000 a été défini sur la commune au titre de la directive habitats : le « réseau hydrographique du Midou et du Ludon », d'une superficie de 6 542 ha, un site présentant une diversité d’habitats relativement importante, malgré une faible représentativité des habitats d’intérêt communautaire.

#### Zones naturelles d'intérêt écologique, faunistique et floristique

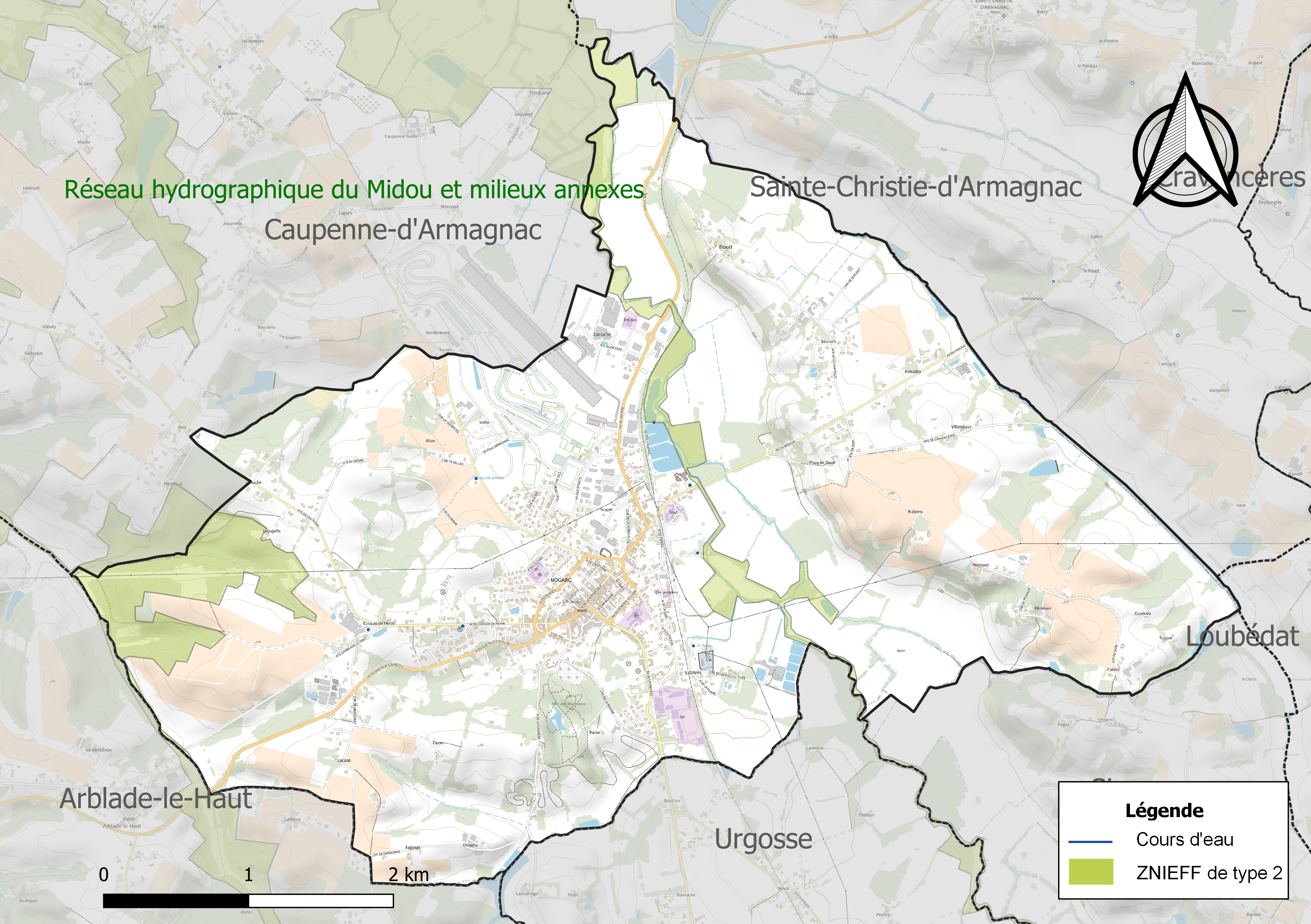
Carte de la ZNIEFF de type 2 localisée sur la commune.

L’inventaire des zones naturelles d'intérêt écologique, faunistique et floristique (ZNIEFF) a pour objectif de réaliser une couverture des zones les plus intéressantes sur le plan écologique, essentiellement dans la perspective d’améliorer la connaissance du patrimoine naturel national et de fournir aux différents décideurs un outil d’aide à la prise en compte de l’environnement dans l’aménagement du territoire.
Une ZNIEFF de type 2 est recensée sur la commune :
le « réseau hydrographique du Midou et milieux annexes » (6 344 ha), couvrant 43 communes dont 37 dans le Gers et six dans les Landes.

## Urbanisme

### Typologie
Au 1er janvier 2024, Nogaro est catégorisée bourg rural, selon la nouvelle grille communale de densité à sept niveaux définie par l'Insee en 2022.
Elle est située hors unité urbaine. Par ailleurs la commune fait partie de l'aire d'attraction de Nogaro, dont elle est la commune-centre,. Cette aire, qui regroupe 18 communes, est catégorisée dans les aires de moins de 50 000 habitants,.

### Occupation des sols
L'occupation des sols de la commune, telle qu'elle ressort de la base de données européenne d’occupation biophysique des sols Corine Land Cover (CLC), est marquée par l'importance des territoires agricoles (79,3 % en 2018), une proportion sensiblement équivalente à celle de 1990 (78,8 %). La répartition détaillée en 2018 est la suivante : 
terres arables (35,6 %), cultures permanentes (20,6 %), zones agricoles hétérogènes (19,6 %), zones urbanisées (12,7 %), forêts (4,1 %), espaces verts artificialisés, non agricoles (3,8 %), prairies (3,5 %). L'évolution de l’occupation des sols de la commune et de ses infrastructures peut être observée sur les différentes représentations cartographiques du territoire : la carte de Cassini (XVIIIe siècle), la carte d'état-major (1820-1866) et les cartes ou photos aériennes de l'IGN pour la période actuelle (1950 à aujourd'hui).

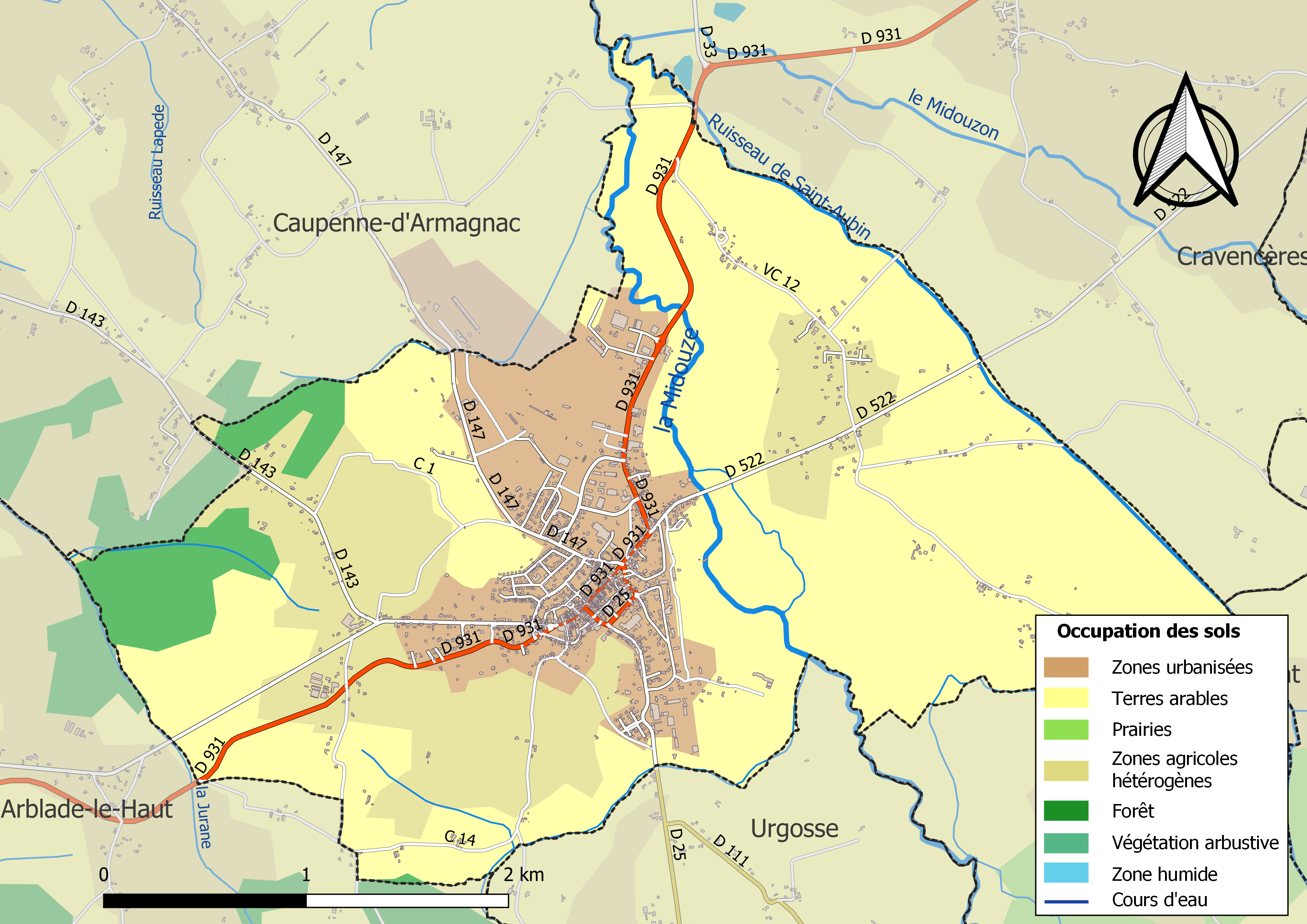
Carte des infrastructures et de l'occupation des sols de la commune en 2018 (CLC).

### Voies de communication et transports
La ligne 934 du réseau liO relie la commune à Auch et à Mont-de-Marsan.

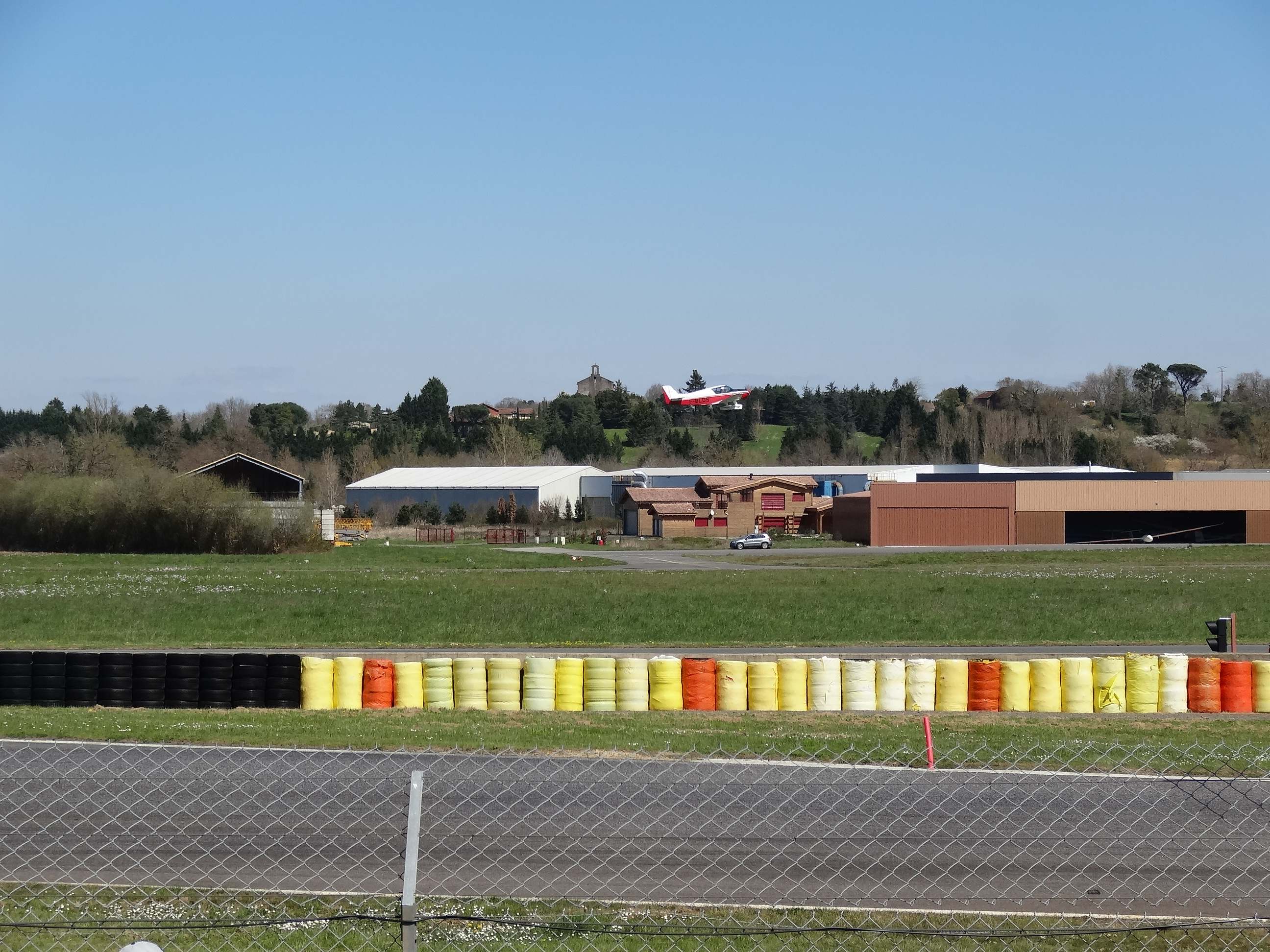
L'aérodrome de Nogaro.

Un aérodrome est situé sur la commune, l'aérodrome de Nogaro.

### Risques majeurs
Le territoire de la commune de Nogaro est vulnérable à différents aléas naturels : météorologiques (tempête, orage, neige, grand froid, canicule ou sécheresse), inondations et séisme (sismicité faible). Il est également exposé à un risque technologique, le transport de matières dangereuses. Un site publié par le BRGM permet d'évaluer simplement et rapidement les risques d'un bien localisé soit par son adresse soit par le numéro de sa parcelle.

#### Risques naturels
Certaines parties du territoire communal sont susceptibles d’être affectées par le risque d’inondation par débordement de cours d'eau, notamment la Midouze et le ruisseau de Saint-Aubin. La cartographie des zones inondables en ex-Midi-Pyrénées réalisée dans le cadre du XIe Contrat de plan État-région, visant à informer les citoyens et les décideurs sur le risque d’inondation, est accessible sur le site de la DREAL Occitanie. La commune a été reconnue en état de catastrophe naturelle au titre des dommages causés par les inondations et coulées de boue survenues en 1983, 1993, 1999, 2007 et 2009,.

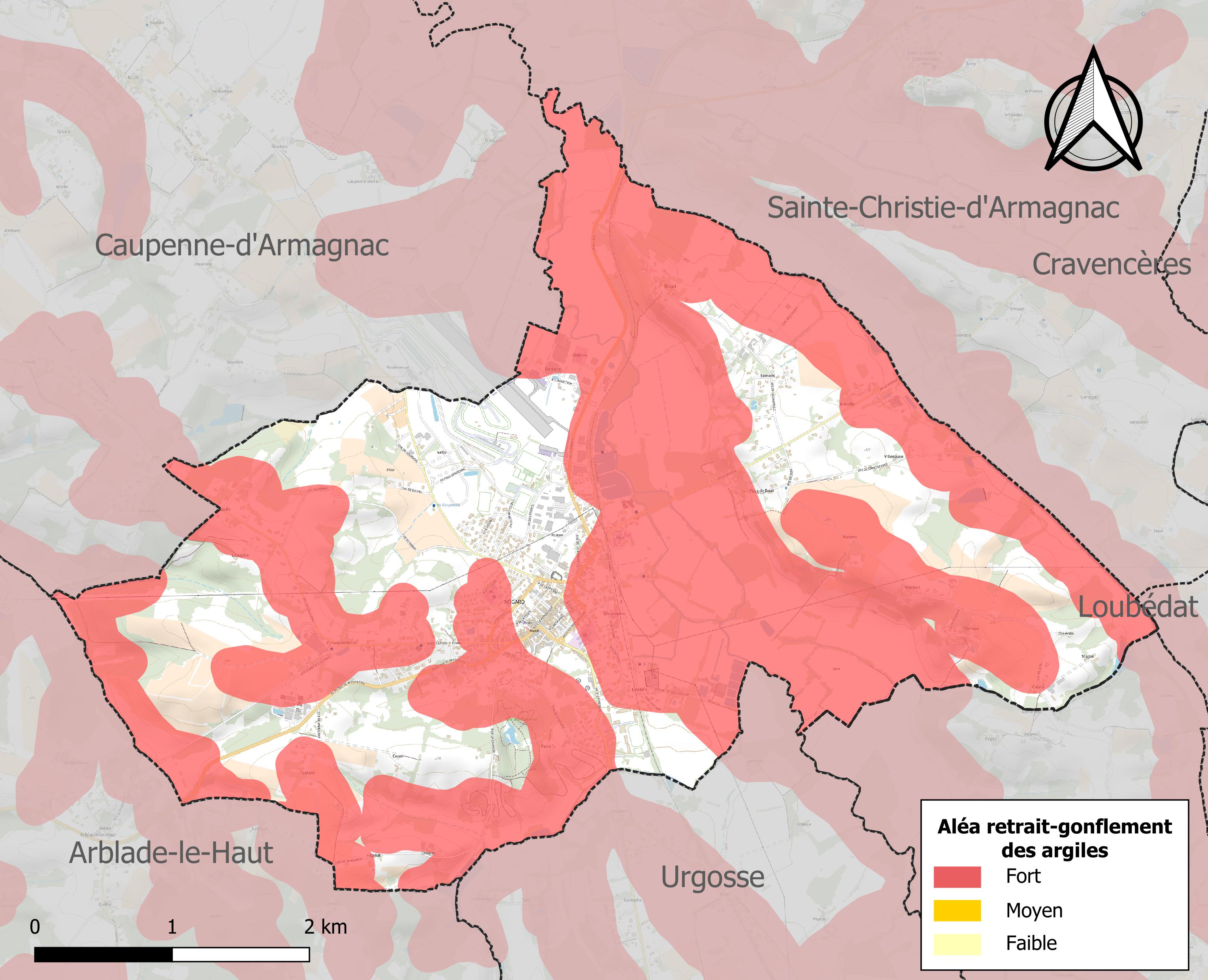
Carte des zones d'aléa retrait-gonflement des sols argileux de Nogaro.

Le retrait-gonflement des sols argileux est susceptible d'engendrer des dommages importants aux bâtiments en cas d’alternance de périodes de sécheresse et de pluie. 64 % de la superficie communale est en aléa moyen ou fort (94,5 % au niveau départemental et 48,5 % au niveau national). Sur les 881 bâtiments dénombrés sur la commune en 2019, 494 sont en aléa moyen ou fort, soit 56 %, à comparer aux 93 % au niveau départemental et 54 % au niveau national. Une cartographie de l'exposition du territoire national au retrait gonflement des sols argileux est disponible sur le site du BRGM,.
Par ailleurs, afin de mieux appréhender le risque d’affaissement de terrain, l'inventaire national des cavités souterraines permet de localiser celles situées sur la commune.
Concernant les mouvements de terrains, la commune a été reconnue en état de catastrophe naturelle au titre des dommages causés par la sécheresse en 1989, 1997, 2002 et 2017 et par des mouvements de terrain en 1999.

#### Risques technologiques
Le risque de transport de matières dangereuses sur la commune est lié à sa traversée par des infrastructures routières ou ferroviaires importantes, ainsi que par la présence d'une canalisation de transport d'hydrocarbures. Un accident se produisant sur de telles infrastructures est en effet susceptible d’avoir des effets graves au bâti ou aux personnes jusqu’à 350 m, selon la nature du matériau transporté. Des dispositions d’urbanisme peuvent être préconisées en conséquence.

## Toponymie
Nogaro vient de Nugarolium, lieu planté de noyers.
Nogaro étant en Gascogne, la plupart des lieux-dits anciens y sont explicables par le gascon, par exemple « Le Cassou de Herre », Higaro, le Bioué, Labadie, Lapujolle...

## Histoire
Nogaro est une sauveté de l'archevêché d'Auch. Austinde, archevêque d'Auch(de 1050 à 1068), créa en 1055 Nogaro en achetant son territoire à un vassal du comte d'Armagnac. L'église fut consacrée l'année suivante, au cours d'un concile qui s'y tint.
Dès 1050, aux premiers jours de la sauveté de Nogaro, des marchands (negociatores) y acquittaient un péage (dont, fait rare, les pèlerins étaient exemptés à Manciet). C'est que la ville étant au carrefour des routes d'Auch et Toulouse, de Bayonne et d'Eauze, on devait donc y trouver les produits de toutes les foires : sel de Salies-de-Béarn, harengs, saumons, esturgeons de l'Atlantique, drap, fer et fromage des Pyrénées, huile d'olive, figues, poivre, gingembre, ambre venus du Sud, et les productions locales, vaisselle sans doute, huile de noix, blé, vin surtout. Les habitants reçurent leurs coutumes en 1219.
Ville principale du Bas-Armagnac féodal et ville religieuse, il s'y tint sept conciles provinciaux entre 1061 et 1315. Sa vocation religieuse fut aussi affirmée par la création d'un couvent des Cordeliers en 1250.
Elle fut dotée d'un collège au XVIe siècle et fut dévastée en 1569 par les bandes protestantes de Montgomery. L'église fut alors saccagée : un pilier fut renversé, les voûtes détruites et le mobilier pillé.
La ville se releva des dévastations de la guerre civile au cours du XVIIe siècle. En 1620, un couvent des Capucins y est fondé. Toutefois, le 12 février 1668, un tremblement de terre fit s'écrouler l'église du couvent.
Elle fut chef-lieu de district de 1790 à 1795.
En 1829, Nogaro absorbe les communes de Bouyt et Urgosse. Urgosse sera rétablie en tant que commune en 1893.

### Pèlerinage de Compostelle
Nogaro se situe sur la via Podiensis du pèlerinage de Saint-Jacques-de-Compostelle (sur l'itinéraire entre Manciet et Barcelonne-du-Gers).
L'ancien chemin des Jacayres passe par la rue Principale, dont chaque maison (comme à Puente la Reina, en Navarre) est bâtie en longueur et très étroite. Toutes possèdent un jardin (ou cour intérieure) que l'on baptise ici du joli nom d'ayguecéu (l'eau du ciel).

## Politique et administration

### Jumelages
- Huarte-Uharte (Espagne)

## Population et société

### Démographie
L'évolution du nombre d'habitants est connue à travers les recensements de la population effectués dans la commune depuis 1793. Pour les communes de moins de 10 000 habitants, une enquête de recensement portant sur toute la population est réalisée tous les cinq ans, les populations de référence des années intermédiaires étant quant à elles estimées par interpolation ou extrapolation. Pour la commune, le premier recensement exhaustif entrant dans le cadre du nouveau dispositif a été réalisé en 2006.

En 2022, la commune comptait 2 226 habitants, en évolution de +11,47 % par rapport à 2016 (Gers : +1,04 %, France hors Mayotte : +2,11 %).
| 1793  | 1800  | 1806  | 1821  | 1831  | 1841  | 1846  | 1851  | 1856  |
| ----- | ----- | ----- | ----- | ----- | ----- | ----- | ----- | ----- |
| 1 340 | 1 232 | 1 324 | 1 551 | 1 913 | 2 187 | 2 233 | 2 361 | 2 105 |

| 1861  | 1866  | 1872  | 1876  | 1881  | 1886  | 1891  | 1896  | 1901  |
| ----- | ----- | ----- | ----- | ----- | ----- | ----- | ----- | ----- |
| 2 323 | 2 438 | 2 388 | 2 329 | 2 424 | 2 450 | 2 354 | 2 170 | 2 115 |

| 1906  | 1911  | 1921  | 1926  | 1931  | 1936  | 1946  | 1954  | 1962  |
| ----- | ----- | ----- | ----- | ----- | ----- | ----- | ----- | ----- |
| 1 996 | 1 830 | 1 615 | 1 635 | 1 648 | 1 530 | 1 571 | 1 694 | 1 859 |

| 1968  | 1975  | 1982  | 1990  | 1999  | 2006  | 2011  | 2016  | 2021  |
| ----- | ----- | ----- | ----- | ----- | ----- | ----- | ----- | ----- |
| 2 140 | 2 113 | 2 013 | 2 008 | 1 881 | 1 969 | 1 985 | 1 997 | 2 161 |

| 2022  | - | - | - | - | - | - | - | - |
| ----- | - | - | - | - | - | - | - | - |
| 2 226 | - | - | - | - | - | - | - | - |

| selon la population municipale des années : | 1968 | 1975 | 1982 | 1990 | 1999 | 2006 | 2009 | 2013 |
| Rang de la commune dans le département      | 10   | 10   | 10   | 11   | 11   | 12   | 12   | 14   |
| Nombre de communes du département           | 466  | 462  | 462  | 462  | 463  | 463  | 463  | 463  |

### Enseignement
Nogaro dispose d'une école maternelle publique (87 élèves en 2013), d'une école élémentaire publique (165 élèves), d'un collège et d'un lycée polyvalent comprenant une section d'enseignement professionnel. Cette dernière propose notamment une formation course en partenariat avec le circuit Paul Armagnac et délivre une certification professionnelle de mécanicien sur véhicules de compétition.

### Manifestations culturelles et festivités
- Les courses landaises y sont populaires, notamment pour la Corne d'or le 14 juillet et aussi le 15 août.

### Santé
Le centre hospitalier de Nogaro offre un peu plus de 200 lits.

### Sports

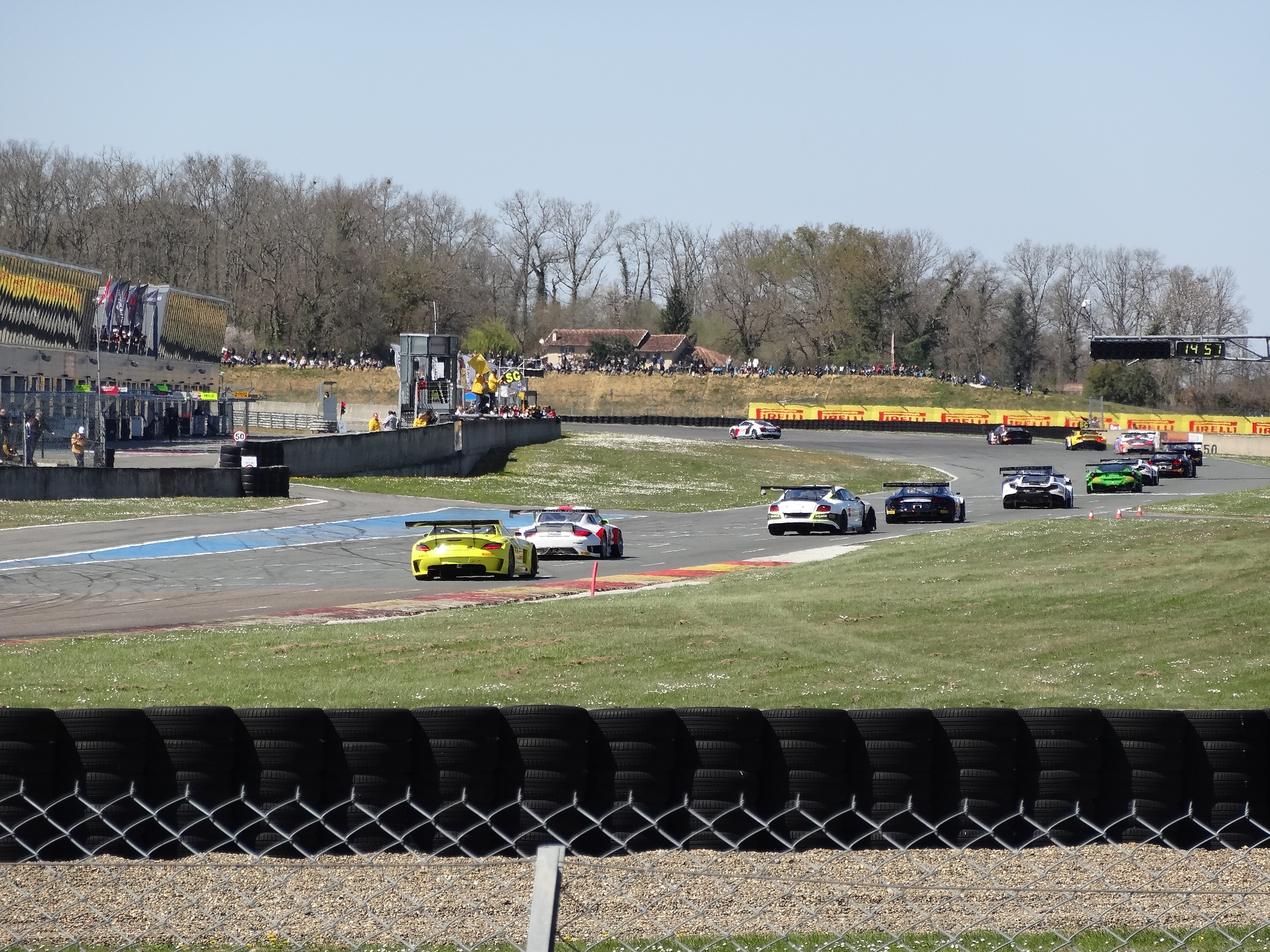
La ligne droite de départ ainsi que les stands du circuit Paul Armagnac.

Plan du circuit Paul Armagnac.

- Aéro-club du Bas Armagnac, fondé en 1933.
- Équipe de rugby à XV, l'Association Athlétique Nogarolienne, évoluant en 3e division
- Le Tennis-club de Nogaro, qui évolue en Nationale 2, est le seul club du département du Gers à ce niveau depuis 2012.
- Le circuit Paul Armagnac, souvent appelé circuit de Nogaro, est un circuit automobile situé sur la commune (au nord de la ville) ainsi que sur celle de Caupenne-d'Armagnac. L'arrivée de la 4e étape du Tour de France 2023 s'est disputée le 4 juillet sur le circuit de Nogaro.
- Ouvert en saison, le Vélorail de l'Armagnac[43] emprunte l'ancienne voie de chemin de fer de Nogaro à Sorbets qui était consacrée au trafic voyageurs jusque dans les années 1960 puis au transport de marchandises jusqu’à la fin des années 2000, date de sa fermeture[44],[45],[46]. Ouvert en 2014, il démarre de l'ancienne gare de Nogaro et permet de réaliser 12 km aller-retour en Vélorail, soutenu depuis 2020 par une assistance électrique[45].

## Économie

### Revenus
En 2018  (données Insee publiées en septembre 2021), la commune compte 931 ménages fiscaux, regroupant 1 737 personnes. La médiane du revenu disponible par unité de consommation est de 18 580 € (20 820 € dans le département).

### Emploi
|                | 2008  | 2013  | 2018   |
| -------------- | ----- | ----- | ------ |
| Commune        | 7 %   | 9 %   | 10,7 % |
| Département    | 6,1 % | 7,5 % | 8,2 %  |
| France entière | 8,3 % | 10 %  | 10 %   |

En 2018, la population âgée de 15 à 64 ans s'élève à 1 062 personnes, parmi lesquelles on compte 71,8 % d'actifs (61,1 % ayant un emploi et 10,7 % de chômeurs) et 28,2 % d'inactifs,. En  2018, le taux de chômage communal (au sens du recensement) des 15-64 ans est supérieur à celui de la France et du département, alors qu'il était inférieur à celui de la France en 2008.
La commune est la commune-centre de l'aire d'attraction de Nogaro,. Elle compte 1 649 emplois en 2018, contre 1 543 en 2013 et 1 483 en 2008. Le nombre d'actifs ayant un emploi résidant dans la commune est de 658, soit un indicateur de concentration d'emploi de 250,8 % et un taux d'activité parmi les 15 ans ou plus de 44,4 %.
Sur ces 658 actifs de 15 ans ou plus ayant un emploi, 388 travaillent dans la commune, soit 59 % des habitants. Pour se rendre au travail, 76,7 % des habitants utilisent un véhicule personnel ou de fonction à quatre roues, 0,8 % les transports en commun, 15,7 % s'y rendent en deux-roues, à vélo ou à pied et 6,9 % n'ont pas besoin de transport (travail au domicile).

### Activités hors agriculture

#### Secteurs d'activités
274 établissements sont implantés  à Nogaro au 31 décembre 2019. Le tableau ci-dessous en détaille le nombre par secteur d'activité et compare les ratios avec ceux du département,.
| Secteur d'activité                                                                                        | Commune | Commune | Département |
| Secteur d'activité                                                                                        | Nombre  | %       | %           |
| --- | ------- | ------- | ----------- |
| Ensemble                                                                                                  | 274     | 100 %   | (100 %)     |
| Industrie manufacturière, industries extractives et autres                                                | 21      | 7,7 %   | (12,3 %)    |
| Construction                                                                                              | 29      | 10,6 %  | (14,6 %)    |
| Commerce de gros et de détail, transports, hébergement et restauration                                    | 85      | 31 %    | (27,7 %)    |
| Information et communication                                                                              | 4       | 1,5 %   | (1,8 %)     |
| Activités financières et d'assurance                                                                      | 19      | 6,9 %   | (3,5 %)     |
| Activités immobilières                                                                                    | 14      | 5,1 %   | (5,2 %)     |
| Activités spécialisées, scientifiques et techniques et activités de services administratifs et de soutien | 42      | 15,3 %  | (14,4 %)    |
| Administration publique, enseignement, santé humaine et action sociale                                    | 39      | 14,2 %  | (12,3 %)    |
| Autres activités de services                                                                              | 21      | 7,7 %   | (8,3 %)     |

Le secteur du commerce de gros et de détail, des transports, de l'hébergement et de la restauration est prépondérant sur la commune puisqu'il représente 31 % du nombre total d'établissements de la commune (85 sur les 274 entreprises implantées  à Nogaro), contre 27,7 % au niveau départemental.

#### Entreprises et commerces
Les cinq entreprises ayant leur siège social sur le territoire communal qui génèrent le plus de chiffre d'affaires en 2020 sont : 
- Gers Distribution, commerce de gros (commerce interentreprises) de volailles et gibier (49 448 k€)
- Fourcade SAS, commerce de gros (commerce interentreprises) de matériel agricole (27 458 k€)
- Compagnie De Distribution Nogarolienne - Codinog, supermarchés (14 769 k€)
- Établissements Labasa, mécanique industrielle (2 937 k€)
- Assurances Coutet Dubos Seyffart, activités des agents et courtiers d'assurances (2 129 k€)

Le canton de Nogaro fait partie de la région du Bas-Armagnac. Les vins récoltés sont de degré faible et de forte acidité. Cultivée sur les coteaux et les collines, la vigne donne des raisins très parfumés grâce à la douceur du climat et à l'humidité.
Les vins sont parfaits pour la distillation. Les eaux-de-vie sont souvent très remarquables.
Si Nogaro est connu pour ses armagnacs, les vignes des coteaux graveleux et des argiles plus lourdes en dessous donnent des vins rouges soit primeurs, soit plus charnus : les Côtes-de-Saint-Mont. Le tannat, cépage de base, est complété par des cabernets francs, des sauvignons et le fer servadou.
Le Nogaropôle est un complexe industriel qui s'étend autour du circuit Paul Armagnac. Il rassemble des entreprises du secteur automobile et aéronautique, et comporte un centre d'essais, complémentaire au circuit lui-même. Les établissements Mécapole Occitanie (ex Cousso), entreprise du secteur aéronautique en forte expansion depuis plusieurs années[réf. souhaitée], en font partie.

### Agriculture
La commune est dans le Bas-Armagnac, une petite région agricole occupant une partie ouest du département du Gers. En 2020, l'orientation technico-économique de l'agriculture  sur la commune est la polyculture et/ou le polyélevage.
|               | 1988 | 2000 | 2010 | 2020 |
| ------------- | ---- | ---- | ---- | ---- |
| Exploitations | 26   | 16   | 12   | 10   |
| SAU (ha)      | 690  | 557  | 418  | 406  |

Le nombre d'exploitations agricoles en activité et ayant leur siège dans la commune est passé de 26 lors du recensement agricole de 1988  à 16 en 2000 puis à 12 en 2010 et enfin à 10 en 2020, soit une baisse de 62 % en 32 ans. Le même mouvement est observé à l'échelle du département qui a perdu pendant cette période 51 % de ses exploitations,. La surface agricole utilisée sur la commune a également diminué, passant de 690 ha en 1988 à 406 ha en 2020. Parallèlement la surface agricole utilisée moyenne par exploitation a augmenté, passant de 27 à 41 ha.

## Culture locale et patrimoine

### Lieux et monuments
Église Notre-Dame-de-Bouit.
L'église gothique Notre-Dame de Bouit est un lieu de pèlerinage. Sa fondation est liée, selon la légende, à un prodige : un bœuf nommé "Bouët", propriété d'un seigneur du lieu, ayant déraciné et transporté une souche d'arbre rappelant la forme de la Vierge, son maitre fit le vœu d'édifier une église s'il remportait la victoire sur son voisin et ennemi irréductible. Son vœu fut exaucé et la chapelle construite.
Collégiale Saint-Nicolas

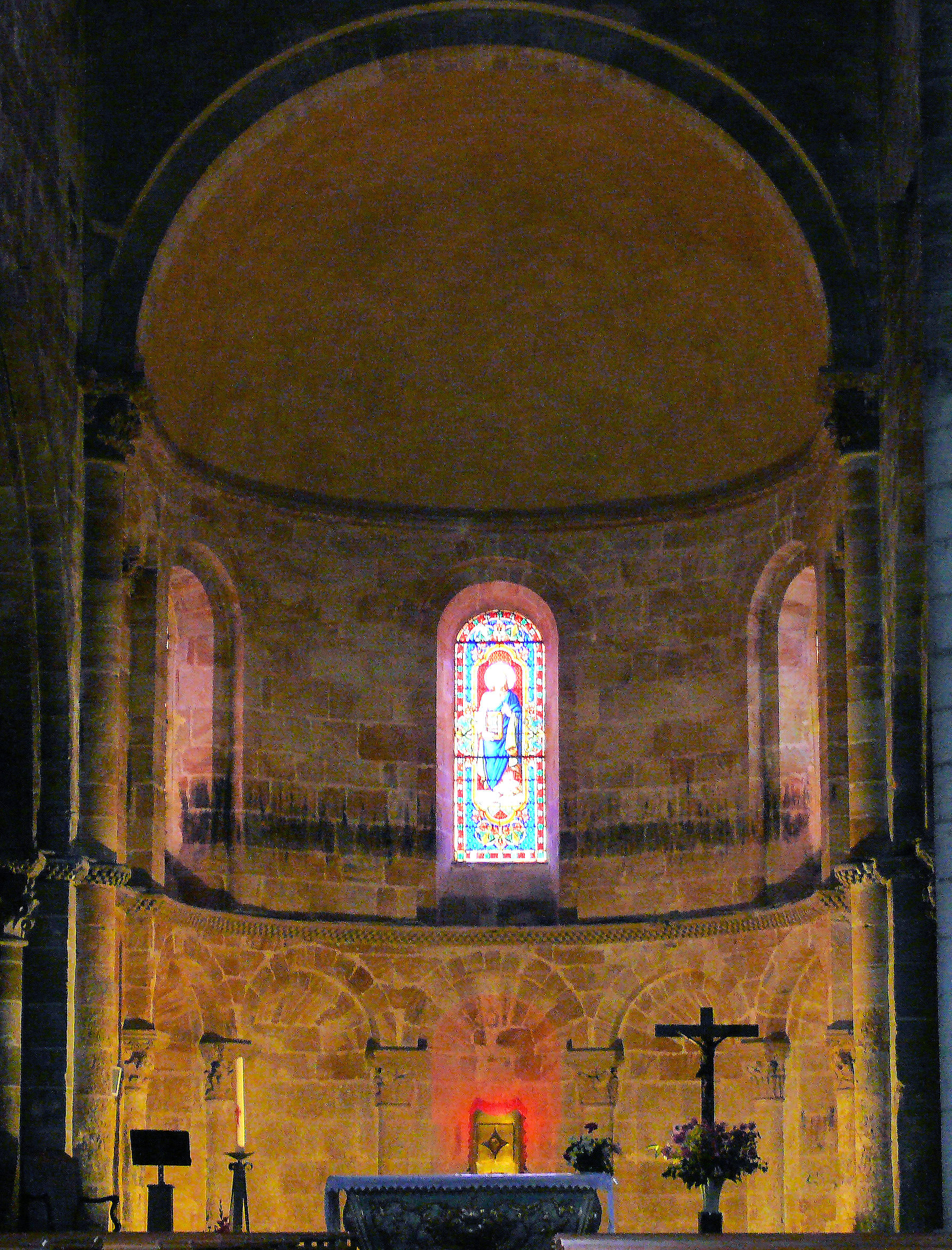
La collégiale Saint-Nicolas vue de l'intérieur.

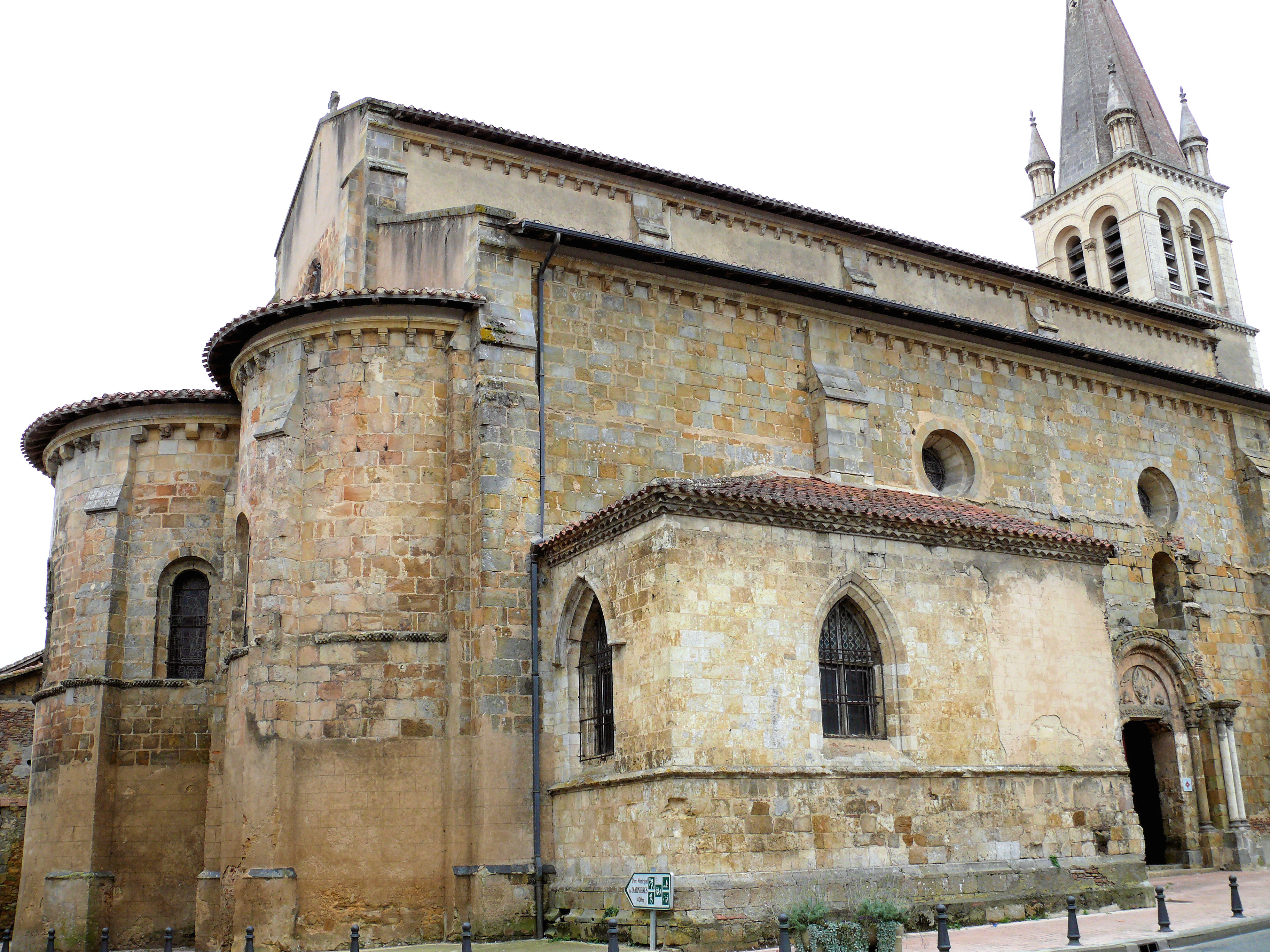
La collégiale Saint-Nicolas vue de l'extérieur.

La collégiale Saint-Nicolas est une église romane dont le chœur est édifié à la fin du XIe siècle, classée aux monuments historiques le 21 avril 1998, consacrée en 1061, avec un clocher-tour de pierre blanche, elle possède des reliques. Elle conserve, dans les absidioles nord et sud du chœur, des fresques de la fin du XIe siècle mises au jour en 1995. Le cycle de la vie de Saint Laurent (absidiole nord), est particulièrement remarquable par sa qualité graphique, son registre ornemental et les pigments utilisés.
Un vitrail serait l'œuvre d'Arnaud de Moles : le couronnement de la Vierge par la Sainte Trinité. D'autres vitraux ont été réalisés par Michel de Tolzan ou Toulza, un de ses élèves.
- Les vestiges du cloître du XIe et XIIe siècles sont inscrits aux monuments historiques par arrêté du 19 octobre 1927[54].
- Chapelle de l'hôpital de Nogaro.

### Personnalités liées à la commune
- Pierre Vincent Joret (1798-1858), homme politique né à Nogaro, député du Gers de 1849 à 1851.
- Thierry Lacroix : joueur international de rugby à XV
- Charles Samaran
- Michel Sarran : cuisinier français
- Luis Ocaña, coureur cycliste vainqueur du Tour de France 1973
- Arnaud de Moles
- Camille Bonnet : joueur de rugby à XV
- Dominique-François-Marie de Bastard d'Estang : magistrat
- Philippe Baumel, membre du conseil national du Parti socialiste français, député de la 3e circonscription de Saône-et-Loire.
- Henri Darqué (1898-1984), aviateur français, est né à Nogaro.
- Jean-Marie Souberbielle (1899-1942), officier de la 13e DBLE, né à Nogaro, Mort pour la France le 24 octobre 1942 à El-Alamein, Compagnon de la Libération.

### Héraldique
| Blason | Blasonnement : D'argent au noyer de sinople terrassé de sable. |